# 达布宁塞
达日宁色（藏語：སྟག་རི་གཉན་གཟིགས་།་དམུས་ལོང་དཀོན་པ་བཀྲ་གཤིས，威利转写：sTag-ri gNyan-gzigs/sTag-bu sNya-gzigs，?—?），又译为达布聂西等，《新唐书》作讵素若。按照藏族的传统他是吐蕃王朝第31任赞普，他是仲念德如之子，母为琛萨鲁杰（མཆིམས་ཟ་ཀླུ་རྒྱལ་）。吐蕃王朝立国之君松赞干布的祖父。
原名木龙衮巴扎（དམུས་ལོང་དཀོན་པ་བཀྲ་），出生的时候是个盲人。仲念德如患上癞病以后被关入圆形活墓之中，让他继位，并嘱咐他一定要供奉护佑吐蕃先祖的天降之神年波桑哇（གཉན་པོ་གསང་བ），并从吐谷浑聘请医师为其治疗盲症。二十一日后，来自吐谷浑的医生治愈了他的盲症，由于恢复视力后首先看到的是达莫山（སྟག་མོའི་རི）的盘羊，于是得到了“达日宁色”的名字。
达日宁色开始发展经济，杂养犏牛与骡，蓄积干草。青藏高原的大国女国内乱，在宇那堡寨（今林周县境内）的小女王弃邦孙吞并了在辗噶尔（今堆龙德庆县境内）大女王达甲瓦，大女王的贵族不服，勾结达日宁色，反对小女王弃邦孙。根据《贤者喜宴》的记载，达日宁色在位期间，青藏高原已有三分之二的小邦被吐蕃征服。
达日宁色死后葬于顿卡达山（དོན་མཁར་མདའ）的赤聂松赞墓的左侧，陵无供物，墓土平铺。其子囊日论赞继位。